# Padule di Verciano, Prati alle Fontane e Padule delle Monache
Padule di Verciano, Prati alle Fontane e Padule delle Monache este o arie protejată (arie specială de conservare — SAC, sit de importanță comunitară — SCI) din Italia întinsă pe o suprafață de 397 ha, integral pe uscat.

## Localizare
Centrul sitului Padule di Verciano, Prati alle Fontane e Padule delle Monache este situat la coordonatele 43°48′59″N 10°31′53″E / 43.816389°N 10.531389°E.

## Înființare
Situl Padule di Verciano, Prati alle Fontane e Padule delle Monache a fost declarat sit de importanță comunitară în octombrie 2010 pentru a proteja 24 de specii de animale. Situl a fost protejat și ca arie specială de conservare în mai 2016.

## Biodiversitate
Situată în ecoregiunea mediteraneană, aria protejată conține 6 habitate naturale: Păduri mixte riverane de Quercus robur, Ulmus laevis și Ulmus minor, Fraxinus excelsior sau Fraxinus angustifolia, de-a lungul marilor râuri (Ulmenion minoris), Pajiști umede mediteraneene cu ierburi înalte de Molinio-Holoschoenion, Fânețe de joasă altitudine (Alopecurus pratensis, Sanguisorba officinalis), Păduri aluvionare cu Alnus glutinosa și Fraxinus excelsior (Alno-Padion, Alnion incanae, Salicion albae), Lacuri eutrofice naturale cu vegetație de tip Magnopotamion sau Hydrocharition, Râuri cu maluri nămoloase cu vegetație de Chenopodion rubri p.p. și Bidention p.p..
La baza desemnării sitului se află mai multe specii protejate de  păsări (24): lăcar mare (Acrocephalus arundinaceus), lăcar-de-lac (Acrocephalus scirpaceus), rață pitică (Anas crecca), rață mare (Anas platyrhynchos), egretă mare (Ardea alba), stârc cenușiu (Ardea cinerea), Bubulcus ibis, șorecarul comun (Buteo buteo), erete de stuf (Circus aeruginosus), erete vânăt (Circus cyaneus), ciocănitoare pestriță mare (Dendrocopos major), egretă mică (Egretta garzetta), presură sură (Emberiza calandra), șoim de iarnă (Falco columbarius), vânturel roșu (Falco tinnunculus), găinușă de baltă (Gallinula chloropus), capîntortură (Jynx torquilla), sfrâncioc roșiatic (Lanius collurio), sfrâncioc cu cap roșu (Lanius senator), codobatură de munte (Motacilla cinerea), stârc de noapte (Nycticorax nycticorax), cormoran mare (Phalacrocorax carbo), ciocănitoarea verde (Picus viridis), sitar de pădure (Scolopax rusticola)
Pe lângă speciile protejate, pe teritoriul sitului au mai fost identificate 28 de specii de plante, 1 specie de amfibieni, 1 specie de mamifere, 1 specie de nevertebrate, 1 specie de pești.